# Viipurin Reipas
Viipurin Reipas je nekdanji finski hokejski klub iz Viborga, ki je bil ustanovljen leta 1891. Z enim naslovom finskega državnega prvaka je eden uspešnejših finskih klubov. 

## Lovorike
- Finska liga: 1 (1927/28)